# 디스 (담배)
디스(This)는 KT&G에서 생산 중인 담배의 상품명이다. 1994년 일본담배산업(이하 JT)의 마일드 세븐에 대항하기 위해 출시한 담배로, 1990년대 중반에서 2000년대 초반 사이 KT&G의 주력 상품이었다. 2000년부터 최근까지 군부대에도 납품되었다.

## 제품
| 이름      | 규격       | 수량 | 출시 일자       | 판매 지역 |
| --------- | ---------- | ---- | --------------- | --------- |
| This      | King(84mm) | 20   | 1994년 9월 12일 | 대한민국  |
| This Plus | King(84mm) | 20   | 1999년 1월 25일 | 대한민국  |
| This Real | King(84mm) | 20   | 현재 단종       | 대한민국  |
| This Wild | King(84mm) | 20   | 현재 단종       | 대한민국  |

## 같이 보기
- 흡연